# Rusănești (okręg Vâlcea)
Rusănești – wieś w Rumunii, w okręgu Vâlcea, w gminie Fârtățești. W 2011 roku liczyła 375 mieszkańców.